# Aselefech Mergia
Aselefech Mergia Medessa (23 gennaio 1985) è una maratoneta etiope, vincitrice della maratona di Londra 2010 e della maratona di Dubai per tre volte (2011, 2012 e 2015).

## Palmarès
| Anno | Manifestazione             | Sede           | Evento      | Risultato | Prestazione | Note                          |
| ---- | -------------------------- | -------------- | ----------- | --------- | ----------- | ----------------------------- |
| 2008 | Mondiali di mezza maratona | Rio de Janeiro | Individuale | Argento   | 1h09'57"    | Miglior prestazione personale |
| 2008 | Mondiali di mezza maratona | Rio de Janeiro | A squadre   | Oro       | 3h30'59"    |                               |
| 2009 | Mondiali                   | Berlino        | Maratona    | Bronzo    | 2h25'32"    |                               |
| 2011 | Mondiali                   | Taegu          | Maratona    | dnf       | dnf         |                               |
| 2017 | Mondiali                   | Londra         | Maratona    | 12ª       | 2h29'43"    |                               |

## Campionati nazionali
2007
- Bronzo ai campionati etiopi, 1500 m piani - 4'16"3
- Bronzo ai campionati etiopi, 5000 m piani - 16'14"7

## Altre competizioni internazionali
2006
- 7ª alla Mezza maratona di Delhi ( Nuova Delhi) - 1h14'13"

2007
- Oro alla Mezza maratona di Plymouth ( Plymouth) - 1h14'50"
- Argento alla Britannic Asset Women’s ( Glasgow) - 32'19"
- Argento alla Great Ethiopian Run ( Addis Abeba) - 34'11"

2008
- Oro alla Mezza maratona di Delhi ( Nuova Delhi) - 1h08'17"
- 6ª alla San Juan World's Best 10K ( San Juan) - 32'36"

2009
- Argento alla Maratona di Parigi ( Parigi) - 2h25'02"
- 9ª alla Mezza maratona di Delhi ( Nuova Delhi) - 1h10'02"

2010
- Oro alla Maratona di Londra ( Londra) - 2h22'38"
- Oro alla Mezza maratona di Delhi ( Nuova Delhi) - 1h08'35"
- 4ª alla Mezza maratona di Abu Dhabi ( Abu Dhabi) - 1h09'21"

2011
- Oro alla Maratona di Dubai ( Dubai) - 2h22'45"
- Oro alla Mezza maratona di Delhi ( Nuova Delhi) - 1h07'21"
- Oro alla Great South Run ( Portsmouth), 10 miglia - 52'55"

2012
- Oro alla Maratona di Dubai ( Dubai) - 2h19'31"

2014
- 5ª alla Mezza maratona di Göteborg ( Göteborg) - 1h13'49"
- 5ª alla Beach to Beacon ( Cape Elizabeth) - 32'31"

2015
- 4ª alla Maratona di Londra ( Londra) - 2h23'53"
- Argento alla Maratona di New York ( New York) - 2h25'32"
- Oro alla Maratona di Dubai ( Dubai) - 2h20'02"

2016
- 5ª alla Maratona di Londra ( Londra) - 2h23'57"
- 6ª alla Maratona di New York ( New York) - 2h33'28"
- 7ª alla B.A.A. 10K ( Boston) - 32'33"

2017
- Bronzo alla Maratona di Londra ( Londra) - 2h23'08"
- Bronzo alla Roma-Ostia ( Roma) - 1h08'47"

2018
- Argento alla Mezza maratona di Olomouc ( Olomouc) - 1h09'45"
- 4ª alla Lilac Bloomsday Run ( Spokane), 12 km - 39'37"
- Argento alla Healthy Kidney 10K ( New York) - 32'06"